# Tahar Labane
Tahar Labane, né le 2 septembre 1977, est un ancien handballeur algérien connu comme l'un des meilleurs handballeurs de l'histoire d'Algérie. Il compte 109 sélections et 169 buts en Équipe d'Algérie.

## Biographie
L'Algérie n'étant qualifiée au championnat du monde 2007 en Allemagne et Tahar Labane étant blessé au genou en 2005, il participe en 2009 à son quatrième championnat du monde après les précédentes campagnes de 1999 en Égypte, de 2001 en France et de 2003 au Portugal. Il est également sélectionné au championnat du monde 2011.

## Palmarès de joueur

### avec les Clubs
Compétitions nationales
- Vainqueur du Championnat d'Algérie (4) : 1997, 1998, 1999, 2000
- Vainqueur de la Coupe d'Algérie (4) : 1997, 1998, 1999, 2000
- Vainqueur du Championnat d'Arabie saoudite : 2008  (avec  Al-Noor Club)

Compétitions internationales
- Vainqueur de la Ligue des champions d'Afrique (4) : 1997, 1998, 1999, 2000
- Vainqueur de la Coupe d'Afrique des vainqueurs de coupe (3) : 1997, 1998, 1999.
- Vainqueur de la Supercoupe d'Afrique (4) : 1996, 1997, 1998, 1999
- Vainqueur du Championnat arabe des clubs champions : 2013 (avec  Al-Noor Club)

### avec l'Équipe d'Algérie
Championnats du monde
- 15e au championnat du monde 1999 ( Égypte)
- 13e au championnat du monde 2001 ( France)
- 18e au championnat du monde 2003 ( Portugal)
- 19e au championnat du monde 2009 ( Croatie)
- 15e au championnat du monde 2011 ( Suède)

Championnats d'Afrique
- Médaille d'argent au championnat d'Afrique 1998 ( Afrique du Sud)
- Médaille d'argent au championnat d'Afrique 2000 ( Algérie)
- Médaille d'argent au championnat d'Afrique 2002 ( Maroc)
- 4e place au championnat d'Afrique 2004 ( Égypte)
- Médaille de bronze au championnat d'Afrique 2008 ( Angola)
- Médaille de bronze au championnat d'Afrique 2010 ( Égypte)
- Médaille d'argent au championnat d'Afrique 2012 ( Maroc)
- Médaille d'or au championnat d'Afrique 2014 ( Algérie)

Jeux méditerranéens
- 7e aux Jeux méditerranéens 2001  ( Tunisie)
- 5e aux Jeux méditerranéens 2009 ( Italie)
- 9e aux Jeux méditerranéens 2013 ( Turquie)

Autres
- Médaille d'or aux Jeux africains de 1999

## Statistiques en championnat de France
| Saison | Ligue     | Equipe          | MJ | Tirs R | Tirs T | %    | 7m R | 7m T | %    | Int | P.Déc. | BP | Avert. | 2min | Buts | Eval |
| ------ | --------- | --------------- | -- | ------ | ------ | ---- | ---- | ---- | ---- | --- | ------ | -- | ------ | ---- | ---- | ---- |
| 13-14  | N1M Elite | Saintes         | 1  | 6      | 6      | 100  | 0    | 0    | 0    | 0   | 0      | 0  | 1      | 0    | 6    | 18   |
| 12-13  | N1M Elite | Saintes         | 13 | 39     | 39     | 100  | 0    | 0    | 0    | 0   | 0      | 0  | 0      | 0    | 39   | 117  |
| 11-12  | ProLigue  | Saintes         | 21 | 32     | 75     | 42,7 | 0    | 0    | 0    | 13  | 4      | 23 | 7      | 9    | 32   | 23   |
| 10-11  | ProLigue  | Aix en Provence | 17 | 22     | 67     | 32,8 | 0    | 0    | 0    | 16  | 1      | 27 | 4      | 6    | 22   | -11  |
| 09-10  | ProLigue  | Aix en Provence | 20 | 35     | 90     | 38,9 | 9    | 14   | 64,3 | 26  | 1      | 41 | 6      | 13   | 44   | -2   |
| 08-09  | ProLigue  | Aix en Provence | 23 | 38     | 83     | 45,8 | 11   | 15   | 73,3 | 30  | 3      | 38 | 3      | 16   | 49   | 39   |
| 07-08  | LMSL      | Istres          | 21 | 29     | 92     | 31,5 | 2    | 4    | 50   | 16  | 5      | 27 | 2      | 5    | 31   | 4    |
| 06-07  | LMSL      | Istres          | 23 | 63     | 144    | 43,8 | 4    | 5    | 80   | 30  | 0      | 52 | 0      | 10   | 67   | 57   |
| 05-06  | LMSL      | Istres          | 18 | 38     | 94     | 40,4 | 20   | 31   | 64,5 | 22  | 1      | 23 | 2      | 10   | 58   | 65   |
| 04-05  | LMSL      | Istres          | 13 | 25     | 69     | 36,2 | 18   | 21   | 85,7 | 4   | 0      | 17 | 1      | 9    | 43   | 27   |
| 03-04  | LMSL      | Istres          | 16 | 47     | 93     | 50,5 | 0    | 0    | 0    | 25  | 0      | 20 | 3      | 9    | 47   | 94   |
| 02-03  | LMSL      | Istres          | 20 | 45     | 104    | 43,3 | 4    | 4    | 100  | 10  | 1      | 19 | 3      | 8    | 49   | 54   |
| 01-02  | LMSL      | Istres          | 21 | 59     | 150    | 39,3 | 7    | 7    | 100  | 10  | 0      | 26 | 2      | 5    | 66   | 55   |
| 00-01  | LMSL      | Istres          | 19 | 44     | 93     | 47,3 | 3    | 4    | 75   | 16  | 0      | 23 | 1      | 6    | 47   | 63   |

## Palmarès d'entraîneur

### En sélections
Avec  Algérie  (adjoint)
- Médaille de bronze au Championnat d'Afrique des nations 2020
- 22e place au championnat du monde 2021